# Šťastný nový rok (film, 2019)
Šťastný nový rok je romantická komedie režiséra Jakuba Kronera, natočená v česko-slovenské koprodukci podle scénáře Adriany Kronerové. Příběh vypráví o vztahových peripetiích čtveřice kamarádek, které vyrazí na dovolenou do hotelu ve Vysokých Tatrách. V hlavních rolích se objevili Táňa Pauhofová, Zuzana Norisová, Gabriela Marcinková, Antónia Lišková, Tomáš Maštalír, Ján Koleník, Jakub Prachař, Marek Majeský, Emília Vášáryová, Anna Kadeřávková a Jiří Bartoška.
Film měl v českých kinech premiéru 26. prosince 2019.
Hlavní představitelky filmu se objevily v jiných rolích a dějové zápletce již v seriálu Milenky od stejné autorské dvojice.

## Obsazení
| Táňa Pauhofová      | Hana         |
| Zuzana Norisová     | Barbi        |
| Antónia Lišková     | Marcela      |
| Gabriela Marcinková | Veronika     |
| Ján Koleník         | Marek        |
| Tomáš Maštalír      | Tomino       |
| Petr Vaněk          | šofér Rudolf |
| Nina Petrikovičová  | Nela         |
| Karolína Tkáčová    | Sofi         |
| Marek Majeský       | Peťo         |
| Anna Kadeřávková    | Valika       |
| Emília Vášáryová    | Elena        |
| Jiří Bartoška       | Štefan       |

## Recenze
- Anja Verem, Červený koberec, 13. prosince 2019, [5]
- Jan Varga, Filmspot, 14. prosince 2019, [6]
- Mojmír Sedláček, MovieZone, 20. prosince 2019, [7]
- Jana Podskalská, Deník.cz, 21. prosince 2019, [8]
- Kristýna Čtvrtlíková, Informuji.cz, 23. prosince 2019, [9]